# Strážné
Strážné (deutsch Pommerndorf) ist eine Gemeinde in Tschechien. Sie liegt fünf Kilometer nördlich von Vrchlabí und gehört zum Okres Trutnov.

## Geographie

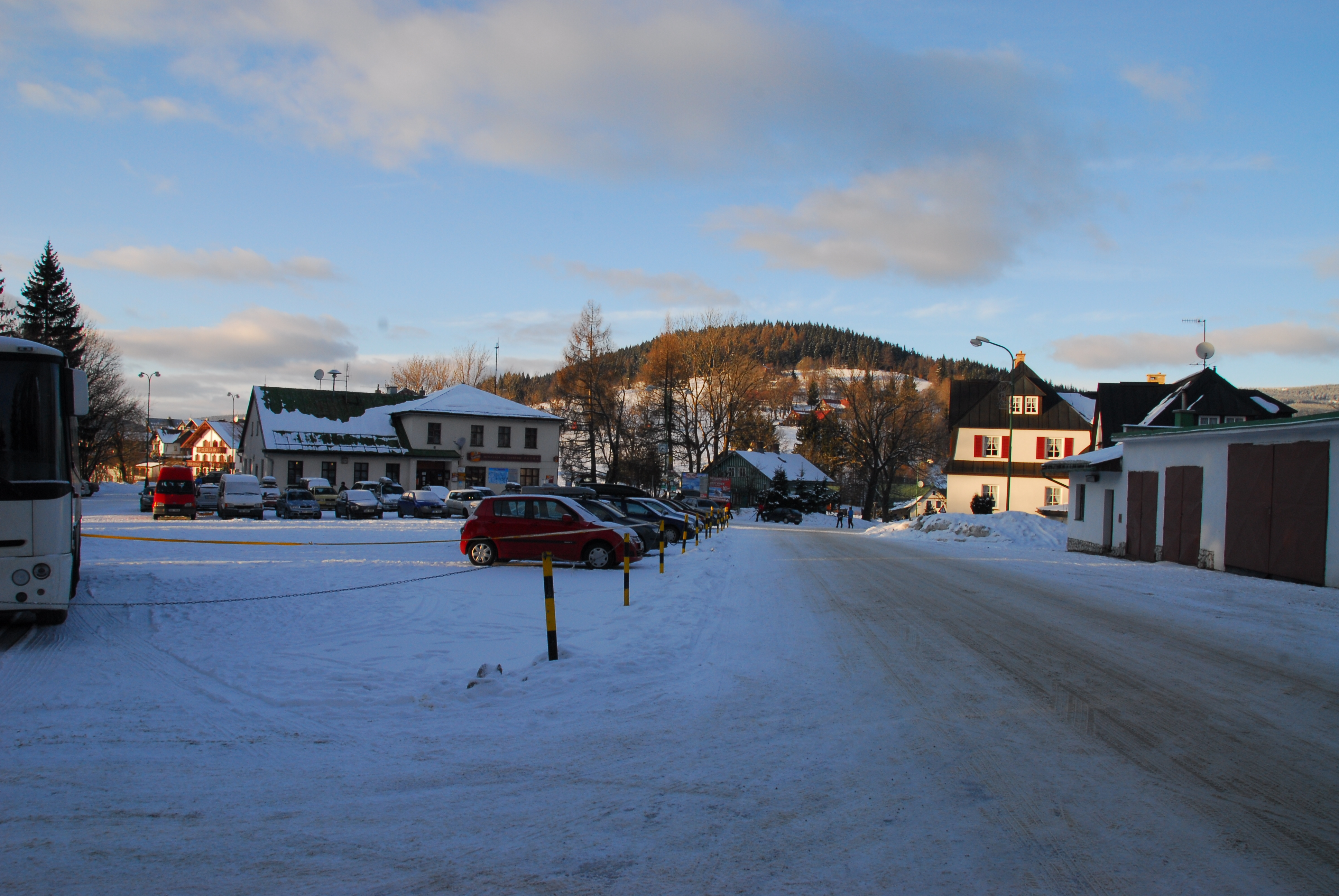
Strazne

Die Streusiedlung erstreckt sich im Riesengebirge vom Tal des Klinový potok (Keilbach) bis auf den Sattel zwischen der Strážná hůra (Wachur, 824 m) und dem Herlíkovický Žalý (Hackelsdorfer Heidelberg, 958 m). Westlich befinden sich das Elbtal und jenseits davon der Žalý (Heidelberg, 1036 m).
Nachbarorte sind Dolní Dvůr und Vápenice im Südosten, Hořejší Vrchlabí im Süden, Podžalí im Südwesten sowie Herlíkovice und Přední Labská im Nordwesten.

## Geschichte
Die erste urkundliche Erwähnung von Pommerdörfl stammt aus dem Jahre 1754. Bereits seit der zweiten Hälfte des 17. Jahrhunderts wurde hier Bergbau betrieben und oberhalb des alten Schlesischen Steiges entstand eine Bergwerkssiedlung mit Hämmern und einem Pochwerk am Keilbach.
Der Name des Dorfes leitet sich nicht, wie eine Legende behauptet, von einem Ortsgründer aus Pommern ab, sondern von der Bergbautätigkeit, als hier gepumpert – das Erz geschlagen und gepocht – wurde. Ab 1850 war die Gemeinde Teil des Gerichtsbezirks Hohenelbe im Bezirk Hohenelbe.
Heute ist der Ort, zu dem eine Vielzahl von Bauden gehören, ein Erholungsort, der vor allem im Winter von Skisportlern frequentiert wird und mehrere Skiliftanlagen besitzt.

## Gemeindegliederung
Für die Gemeinde Strážné sind keine Ortsteile ausgewiesen. Zu Strážné gehören u. a. die Ortslagen Friesovy Boudy (Friesbauden), Herlíkovice (Hackelsdorf), Hříběcí Boudy (Füllebauden), Husí Boudy (Gansbauden), Jezerní Domky (Teichhäuser), Krásná Pláň (Schöne Lahn), Lahrovy Boudy (Lahrbauden), Mlýnské Domky (Mühlberg), Na Výhlédach (Höhenschmiede), Přední Rennerovky (Vorder Rennerbauden), Seidlovy Domky (Seidelhäuser), Šestidomí (Sächsstädten) und Zadní Rennerovky (Hinter Rennerbauden).

## Sehenswürdigkeiten
- Katholisches Waldkirchlein in Strážné wurde 1930–1931 errichtet. Das St. Josefs-Kirchlein ist ein rechteckiger Bau mit flach gewölbter Rückwand und kurzem Türmchen mit vierkantigem Helm. In seiner Nähe wurde ein Waldfriedhof angelegt.[2]
- Evangelische Kirche in Herlíkovice (Schilling & Graebner)
- Stillgelegter Steinbruch bei Hříběcí Boudy

## Söhne und Töchter der Gemeinde
- Josef Erben (* 1928), Skirennläufer